# Гласник (1957)
Вижте пояснителната страница за други значения на Гласник.
„Гласник“ (на македонска литературна норма: „Гласник“) е научно, историческо списание, което излиза в Скопие, Република Северна Македония, от 1957 година. Орган е на Института за национална история.

## История
Списанието излиза в два-три броя годишно, а в определени години и в един сборен брой на световните езици. Публикува статии, дописки, материали (документи), библиографии, критики, рецензии, изложения и съобщения, предимно от миналото на Македония и населението на областта. „Гласник” публикува дописки от праисторията до наши дни. Най-много са приносите от политическата история и по-малка част от военната, икономическата, културната история, археологията, хералдиката и други.